# アレクサンダー・ヒューム (第4代ヒューム伯爵)
第4代ヒューム伯爵アレクサンダー・ヒューム（英語: Alexander Home, 4th Earl of Home、17世紀生 – 1674年没）は、スコットランド貴族。

## 生涯
第3代ヒューム伯爵ジェームズ・ヒュームとジーン・ダグラス（Jean Douglas、第7代モートン伯爵ウィリアム・ダグラスの娘）の息子として生まれた。
1666年12月に父が死去すると、ヒューム伯爵の爵位を継承した。
1671年4月19日、アン・サックヴィル（Anne Sackville、1650年6月17日 – 1672年8月22日、第5代ドーセット伯爵リチャード・サックヴィルの娘）と結婚したが、2人の間に子供はいなかった。
1674年に死去、弟ジェームズが爵位を継承した。